# Ghiacciaio Glezen
Il ghiacciaio Glezen è un ghiacciaio lungo circa 9 km situato nella regione centro-occidentale della Dipendenza di Ross, in Antartide. Il ghiacciaio, il cui punto più alto si trova 1000 m s.l.m., si trova direttamente sulla costa di Scott, dove fluisce verso est partendo dal versante orientale del monte Endeavour, nella regione meridionale della dorsale Kirkwood, e scorrendo a fianco del versante settentrionale della cresta Ketchum fino a entrare nella baia di Tripp, poco a nord del ghiacciaio Hedblom, formando anche una lingua glaciale sulla superficie della baia.

## Storia
Il ghiacciaio Glezen è stato mappato dai membri della spedizione Terra Nova, condotta dal 1910 al 1913 e comandata dal capitano Robert Falcon Scott, ma è stato così battezzato solo in seguito dal Comitato consultivo dei nomi antartici in onore del tenente comandante Glenn F. Glezen, della marina militare statunitense, che fu l'ufficiale amministrativo della Task Force 43, presente nel mare di Ross durante le operazioni Deep Freeze delle stagioni 1955-56 e 1958-59.